# Neoplan N4011
Neoplan N4011 – produkowany w latach 90., niskowejściowy autobus klasy MIDI produkcji Neoplana. Od popularnego w Polsce modelu N4009 jest dłuższy o 1,21 m, a od standardowego N4016 - o 1,83 m krótszy. Dzięki temu zabiera 70 pasażerów (w tym 25 na miejscach siedzących). Nadwozie może być wyposażone w różny układ i ilość drzwi, m.in. 2-2-0, 1-2-0 lub 1-2-1.
Neoplana N4011 można odróżnić od N4010 m.in. dzięki kratce wlotu powietrza na ostatnim słupku po prawej stronie.
Autobus standardowo wyposażany był w 220-konny silnik MAN D0826.
W Niemczech, gdzie był produkowany, obsługiwał przede wszystkim komunikację miejską w małych miasteczkach i kurortach. Do Polski sprowadzono tylko kilkanaście sztuk tego modelu (m.in. do komunikacji miejskiej w Gnieźnie, Puławach, Tomaszowie Mazowieckim i Zielonej Górze).